# ساسا
ساسا (بالإنجليزية: Xaxa)‏ هي منطقة سكنية تقع في الصين في أزمة التبت والصين. يقدر عدد سكانها بـ
- نسمة .